# Powermonger
Powermonger [ˈpaʊəʳ mʌŋgəʳ] ist ein Computerspiel des britischen Softwareherstellers Bullfrog Productions aus dem Jahr 1990. Das Echtzeit-Strategiespiel basiert auf der Spiel-Engine von Populous und verwendet eine dreidimensional dargestellte Spielekarte. Die Göttersimulation wurde maßgeblich von Peter Molyneux entwickelt und programmiert.
Der Spieler verkörpert im Gegensatz zu Populous jedoch keinen Gott, sondern einen Feldherrn, der mehrere Heerführer mit einer Gruppe Soldaten koordiniert. Man kann im Wesentlichen dabei nur diese Gruppen steuern und hat im Gegensatz zu anderen Strategiespielen nur eingeschränkten Einfluss beispielsweise auf die Herstellung von Waffen. Schafe, Bäume und Bevölkerung vermehren sich selbständig.

## Hintergrundgeschichte
Nachdem ein gewaltiges Erdbeben ihr Königreich zerstört hat, stechen die letzten 20 Überlebenden samt Anführer in See, um eine neue Heimat zu finden. Die Seefahrer entdecken nach mehreren Wochen ein unbekanntes, fruchtbares Land, das bereits von drei Völkern bewohnt ist. Die neu entdeckte Welt ist in 195 Regionen unterteilt, die nun alle einzeln zu erobern sind.

## Spiel-Engine
Die grafische Benutzeroberfläche ist in drei Bereiche unterteilt: Einer Übersichtskarte am linken Bildschirmrand, dem Interface mit 20 Befehlsschaltflächen und einer mittig angeordneten Detailkarte mit stark vergrößertem Kartenausschnitt. Die Spielewelt wird auf einer axometrischen Karte dargestellt, bei der die Kameradrehung auf 90 Grad Schritte und acht vordefinierte Abbildungsmaßstäbe begrenzt ist. Die Topographie wird dreidimensional in Zwei-Punkt-Vogelperspektive durch 128 zusammenhängende Polygone erzeugt, alle anderen Objekte wie Personen, Bewuchs und Gebäude werden als Sprites dargestellt.
Das Spiel hatte eine für seine Zeit fortschrittliche Spiele-Engine zur Simulation von künstlicher Intelligenz. Jeder Nicht-Spieler-Charakter (NPC) entscheidet selbständig, ohne Einflussmöglichkeit durch den Spieler, über seinen Beruf als Fischer, Farmer, Schäfer, Förster oder Werkzeugmacher. Über eine Abfragemaske kann von jedem NPC der Name, Geschlecht, Alter, Loyalität, Gesundheit, Heimatstadt und Ausrüstung abgefragt werden. Obwohl das Terrain nicht wie bei Populous veränderbar ist, haben Aktionen einen begrenzten Effekt auf die Umgebung. Wird zum Beispiel eine größere Fläche gerodet, ändert sich das Wetter und jahreszeitbedingt fällt mehr Regen oder Schnee und verlangsamt die Bewegungen der NPC.
Über ein Nullmodem-Kabel oder ein Modem kann Powermonger auch im Mehrspielermodus gegeneinander gespielt werden.

## Spielmechanik

### Eroberung
Der Spieler startet auf jeder Karte mit einer kleinen Anzahl von Soldaten, zum Teil sind bereits einige Siedlungen oder Städte unter seiner Kontrolle. Um eine Karte zu gewinnen, muss das Mächtegleichgewicht, dargestellt durch eine Skala unterhalb der Miniaturkarte, vollständig auf die Seite des Spielers kippen. Dies geschieht entweder durch die Kontrolle von zwei Drittel der Gesamtbevölkerung, durch Eroberung fast aller Städte oder durch die Vernichtung aller gegnerischen Heerführer. Sobald eine Stadt unter Kontrolle ist, können deren Einwohner rekrutiert werden, um größere Städte oder die gegnerischen Armeen der drei computergesteuerten Völker anzugreifen. Einige größere Städte haben neutrale Heerführer, welche nach verlorener und überlebter Schlacht übernommen und kommandiert werden können. Es können nur so viele Armeen kommandiert werden, wie Heerführer zur Verfügung stehen, sodass deren Überleben maßgeblich für den Spielerfolg ist. Wird einer von maximal fünf Heerführern getötet, so löst sich dessen Armee auf und die überlebenden Soldaten kehren in ihre Heimatstadt zurück. Im Gegensatz zur Hauptarmee, die direkt dem Spieler unterstellt ist, führen untergeordnete Hauptmänner Befehle erst mit einer zeitlichen Verzögerung aus, abhängig von der Entfernung zur Hauptarmee. Zwischen den Heerführern können Soldaten und Nahrung ausgetauscht werden.

### Ressourcen
Nahrung ist der wichtigste Rohstoff im Spiel. Neben dem Rückgriff auf befreundete Städte kann der Spieler auch freilaufende Schafe schlachten, Nahrung mit neutralen Städten tauschen oder einen feindlichen Heerführer töten und dessen Verpflegung plündern. Neben Arbeitskraft und Nahrung kann in Städten auch Ausrüstung hergestellt werden. Stadtbewohner produzieren gelegentlich selbstständig Ausrüstungsgegenstände, aber um die Herstellung zu beschleunigen, kann der Spieler auch eine Armee anweisen, Gegenstände wie Boote, Kanonen und Katapulte in einer befreundeten Stadt zu erfinden. Abhängig von den umliegenden Ressourcen und der Kampfeinstellung (passiv, neutral oder aggressiv) beginnen die Soldaten dann mit dem Sammeln von Ressourcen und der Herstellung von Ausrüstung. Da die wichtigeren Ausrüstungen nur in ein bis zwei Städten hergestellt werden können, sind diese von großer strategischer Bedeutung.
Bezüglich der Erstellung, Verwaltung und Verteilung von Ausrüstungsgegenständen ist kein Micromanagement erforderlich. Bekommt eine Armee den Befehl zum Ausrüsten, ergreifen die Soldaten automatisch die umherliegenden Schwerter, Bogen und Lanzen. Der Heerführer trägt ohne Begrenzung alle übrig gebliebenen Ausrüstungen, wird aber mit steigender Anzahl an Gegenständen langsamer.

## Erweiterung
Für das Betriebssystem MS-DOS erschien 1991 die Erweiterung PowerMonger: World War I Edition, die den Schauplatz vom Mittelalter in den Ersten Weltkrieg verlegt und bei vergleichbarer Spielmechanik 175 neue Regionen und Waffen mit größerer Reichweite einführt.
Es waren weitere Erweiterungen in Planung, die unterschiedliche Settings bedienen sollten, wie zum Beispiel ein Fantasy-Setting, den amerikanischen Bürgerkrieg oder ein Setting im feudalen Japan. Die Umsetzung und Veröffentlichung dieser Erweiterungen scheiterte jedoch an dem geringen kommerziellen Erfolg der ersten Erweiterung.

## Rezeption
Powermonger gewann im Jahr 1991 den Titel Strategy Game of the Year des US-amerikanischen Computerspiel-Magazins Computer Gaming World.

„Von der technischen Seite her gesehen ist PowerMonger eine wahre Pracht, nicht nur durch die exzellente Grafik, die mit viel Liebe zum Detail gezeichnet wurde. Auch der Sound, bzw. die Soundeffekte, sind köstlich: Schafe blöken, Vögel zwitschern, Schwerter krachen usw. Dadurch entsteht eine Atmosphäre, wie es bisher selten gab.“

„Powermonger wird nicht ganz so viele Spieler ansprechen, denn es erfordert eine längere Einspielzeit und vor allem viel genaueres Planen und Taktieren. Das ist zwar ein theoretischer Garant für eine sehr hohe Langzeitmotivation, aber teilweise artet das Spielen von Powermonger richtig in Arbeit aus. Daß das Programm trotzdem mehr Spaß macht als die meisten anderen Strategiespiele, liegt an der hervorragenden „Weltsimulation“.“

„Mit dieser Umsetzung ist eine wichtige Hürde zur Eroberung des Feldes der Strategiespiele genommen. […] Wie bei allen Spielen dieses Genres ist auch hier nicht mit Grafik geklotzt worden, dafür aber mit Spielwitz und extrem vielen Möglichkeiten, sich dem Ziel der Herrschaft zu nähern.“